# Anneliese Schuh-Proxauf
Anneliese Schuh-Proxauf, avstrijsko-nemška alpska smučarka, * 10. marec 1922, Innsbruck.
Nastopila je na Olimpijskih igrah 1936, kjer je dosegla šesto mesto v slalomu, sedmo v kombinaciji in 17. v smuku. Na svetovnih prvenstvih je najboljšo uvrstitev dosegla leta 1950 s četrtim mestom v smuku. Nastopila je tudi na nepriznanem Svetovnem prvenstvu 1941, kjer je osvojila bronaste medalje v smuku, slalomu in kombinaciji.